# Łasicowa Woda
Łasicowa Woda – potok, dopływ Pańszczyckiego Potoku. Taką nazwę podaje Wykaz wód płynących Polski i mapa Geoportalu, na mapach Tatr potok ten opisany jest jako Jasicowa Woda.
Potok spływa doliną Pańszczyca w polskich Tatrach Wysokich. Powstaje z wycieków u północno-zachodnich podnóży Łasicowej Czubki (Jasicowej Czubki). Spływa doliną, której lewe zbocza tworzy Skoruśniak, prawe grzbiet Jasicowej Czubki. Zasilany jest wodą z mokradeł Strzeleckiej Koleby. Jest to wielka rówień na gliniastej morenie dennej, na słabo przepuszczalnym podkładzie z okresu kajpru i liasu. Uchodzi do Pańszczyckiego Potoku jako jego lewy dopływ. Następuje to zaraz poniżej Wielkiej Pańszczyckiej Młaki, na wysokości około 1245 m.
Koryto Łasicowej Wody przecina czerwony szlak turystyczny z Toporowej Cyrhli przez Psią Trawkę, Waksmundzką Rówień i Wodogrzmoty Mickiewicza do Morskiego Oka. Górna część zlewni Łasicowej Wody znajduje się w obszarze ochrony ścisłej „Pańszczyca, Gąsienicowa”. Potok ma jeden prawoboczny dopływ – Butorowską Wodę (Butorową Wodę).